# Теорія збурень
Тео́рія збу́рень — метод розв'язку математичних задач, що базується на відомому розв'язку й розглядає відхилення від цього розв'язку пропорційними певному малому параметру.

## Квантова механіка
Метод збурень є одним із основних методів знаходження розв'язків квантово-механічних рівнянь руху, зокрема рівняння Шредингера. Розрізняють метод збурень для стаціонарного рівняння Шредингера й метод збурень для часового рівняння Шредінгера в тому випадку, коли збурення залежить від часу.

### Теорія збурень для стаціонарного рівняння Шредінгера
Теорія збурень застосовується тоді, коли потрібно знайти власні значення й власні функції гамільтоніана
{\displaystyle {\hat {H}}={\hat {H}}_{0}+\lambda {\hat {V}}},
де {\displaystyle H_{0}} — гамільтоніан із відомим спектром, {\displaystyle \lambda } — малий параметр, {\displaystyle {\hat {V}}} — оператор збурення.
Для хвильових функції {\displaystyle \psi _{n}^{(0)}} n-го стану незбуреного гамільтоніана та енергії стану справедливе співвідношення
{\displaystyle {\hat {H}}_{0}\psi _{n}^{(0)}=E_{n}^{(0)}\psi _{n}^{(0)}}
Для знаходження розв'язку проводиться розклад хвильової функції в ряд Тейлора щодо малого параметра
{\displaystyle \psi =\psi ^{(0)}+\lambda \psi ^{(1)}+\lambda ^{2}\psi ^{(2)}+\ldots }.
Власні функції незбуреного гамільтоніана складають ортонормований базис, тому будь-яку хвильову функцію можна подати у вигляді
{\displaystyle \psi =\sum _{m}c_{n}\psi _{n}^{(0)}}.
Таким чином, розклад в ряд Тейлора хвильової функції аналогічний розкладу коефіцієнтів {\displaystyle c_{n}}:
{\displaystyle c_{n}=c_{n}^{(0)}+\lambda c_{n}^{(1)}+\lambda ^{2}c_{n}^{(2)}+\ldots }
Аналогічним чином розкладається в ряд Тейлора енергія власного стану
{\displaystyle E=E^{(0)}+\lambda E^{(1)}+\lambda ^{2}E^{(2)}+\ldots }.

У першому наближенні теорії збурень (коли враховуються лише лінійні по {\displaystyle \lambda } члени) енергія n-го стану отримує приріст
{\displaystyle E_{n}=E_{n}^{(0)}+\lambda \int \psi _{n}^{(0)*}{\hat {V}}\psi _{n}^{(0)}dV}.
Зміна хвильової функції визначається формулою
{\displaystyle \psi _{n}^{(1)}=\sum _{m\neq n}{\frac {V_{nm}}{E_{m}^{(0)}-E_{n}^{(0)}}}\psi _{m}^{(0)}},
де {\displaystyle E_{m}^{(0)}} — власні значення незбуреного гамільтоніану {\displaystyle {\hat {H}}_{0}}, а
{\displaystyle V_{nm}=\int \psi _{n}^{(0)*}{\hat {V}}\psi _{n}^{(0)}dV}

Ця зміна ортогональна початковій хвильовій функції {\displaystyle \psi _{n}^{(0)}}.

У другому наближенні теорії збурень враховуються члени, пропорційні {\displaystyle \lambda ^{2}}.
{\displaystyle E_{n}^{(2)}=\sum _{m\neq n}{\frac {|V_{nm}|^{2}}{E_{n}^{(0)}-E_{m}^{(0)}}}}.
{\displaystyle \psi _{n}^{(2)}=-{\frac {1}{2}}\sum _{m\neq n}{\frac {V_{nm}V_{mn}}{(E_{n}^{(0)}-E_{m}^{(0)})^{2}}}\psi _{n}^{(0)}+\sum _{m\neq n}\left(\sum _{k\neq m}{\frac {V_{nk}V_{km}}{(E_{n}^{(0)}-E_{m}^{(0)})(E_{n}^{(0)}-E_{k}^{(0)})}}-{\frac {V_{nm}V_{mm}}{(E_{n}^{(0)}-E_{m}^{(0)})^{2}}}\right)\psi _{m}^{(0)}}

Очевидно, що поправка до енергії залишатиметься малою лише при умові, коли {\displaystyle \lambda V_{nm}\ll E_{n}^{(0)}-E_{m}^{(0)}}. Тобто, теорія збурень в поданому вигляді справедлива лише для систем і станів, енергії яких не вироджені й не близькі між собою. Для систем із близькими рівнями енергій і вироджених систем формули теорії збурень змінюються.

### Теорія збурень вироджених рівнів
Збурення зазвичай призводить до зняття виродження. Стани, які в незбуреному стані мали однакову енергію, при врахуванні збурення отримують різне значення енергії.
У випадку виродження існують власних функцій {\displaystyle \varphi _{n\alpha }} незбуреного гамільтоніана {\displaystyle {\hat {H}}_{0}}, що відповідають енергії {\displaystyle E_{n}^{(0)}}
{\displaystyle {\hat {H}}_{0}\varphi _{n\alpha }=E_{n}^{(0)}\varphi _{n\alpha }}.
Будь-яка лінійна комбінація цих функцій теж є власною функцією незбуреного гамільтоніана. Шукаючи розв'язок збуреної задачі у виляді
{\displaystyle \psi _{n}=\sum _{\alpha }a_{n\alpha }\varphi _{n\alpha }}
де {\displaystyle a_{n\alpha }} — невизначені коефіцієнти, отримуємо в першому наближенні за малим параметром {\displaystyle \lambda } систему рівнянь на власні значення енергії
{\displaystyle (E-E_{n}^{(0)})a_{n\alpha }-\lambda \sum _{\beta }V_{n\alpha ,n\beta }a_{n\beta }=0}.
Відхилення отриманих значень енергії від положення n-го рівня незбуреної задачі пропорційне малому параметру. Визначаючи власні значення енергії можна одночасно знайти коефіцієнти {\displaystyle a_{n\alpha }}, які визначають хвильові функції збурених станів.
У залежності від типу збурення зняття виродження може бути неповним.

### Залежне від часу збурення
Якщо збурення залежить від часу потрібно розв'язувати нестаціонарне рівняння Шредінгера
{\displaystyle i\hbar {\frac {\partial \psi (t)}{\partial t}}=({\hat {H}}_{0}+\lambda {\hat {V}}(t))\psi (t)}.
Функцію {\displaystyle \psi (t)} можна представити у вигляді розкладу по ортонормованій системі власних функцій гамільтоніана незбуреної задачі {\displaystyle {\hat {H}}_{0}}
{\displaystyle \psi (t)=\sum _{n}c_{n}(t)e^{-iE_{n}t/\hbar }\psi _{n}}.
Залежні від часу коефіцієнти розкладу {\displaystyle c_{n}(t)} повинні задовольняти систему рівнянь
{\displaystyle i\hbar {\frac {dc_{m}}{dt}}=\lambda \sum _{n}V_{mn}(t)e^{i\omega _{mn}t}c_{n}(t)}.
де {\displaystyle \omega _{mn}=(E_{m}-E_{n})/\hbar }, а {\displaystyle V_{mn}(t)=\int \psi _{m}^{*}{\hat {V}}(t)\psi _{n}dV}. Ця система рівнянь повністю еквівалентна рівнянню Шредінгера. Вважаючи {\displaystyle \lambda } малим параметром, розв'язок можна шукати у вигляді розкладу
{\displaystyle c_{n}(t)=c_{n}^{(0)}(t)+\lambda c_{n}^{(1)}(t)+\lambda ^{2}c_{n}^{(2)}(t)+\ldots }.
Збираючи члени з однаковими степенями щодо {\displaystyle \lambda }, можна отримати ланцюжок рівнянь для наближених розв'язків
{\displaystyle i\hbar {\frac {dc_{m}^{(0)}}{dt}}=0}
{\displaystyle i\hbar {\frac {dc_{m}^{(1)}}{dt}}=\sum _{n}V_{mn}c_{n}^{(0)}(t)e^{i\omega _{mn}t}}
{\displaystyle i\hbar {\frac {dc_{m}^{(2)}}{dt}}=\sum _{n}V_{mn}c_{n}^{(1)}(t)e^{i\omega _{mn}t}}
тощо.
В нульовому наближенні теорії збурень хвильова функція не змінюється. Припускаючи, що до збурення система знаходилася в одному зі стаціонарних станів s, {\displaystyle c_{m}^{(0)}=\delta _{ms}}.
В першому наближенні теорії збурень
{\displaystyle c_{n}^{(1)}(t)={\frac {1}{i\hbar }}\int _{0}^{t}V_{ns}(t^{\prime })e^{i\omega _{ns}t^{\prime }}dt^{\prime }}.
Таким чином, ймовірність того, що квантова система під дією збурення перейде зі стану s у стан n задається формулою
{\displaystyle |\lambda c_{n}^{(1)}(t)|^{2}={\frac {1}{\hbar ^{2}}}\left|\int _{0}^{t}\lambda V_{ns}(t^{\prime })e^{i\omega _{ns}t^{\prime }}dt^{\prime }\right|^{2}}

#### Монохроматичне збудження
Якщо збудження монохроматичне, тобто його можна представити у вигляді
{\displaystyle \lambda {\hat {V}}(t)={\hat {F}}e^{-i\omega t}+{\hat {F}}^{\dagger }e^{i\omega t}},
то інтегрування можна виконати й отримати
{\displaystyle |\lambda c_{n}^{(1)}(t)|^{2}={\frac {1}{\hbar ^{2}}}\left|F_{ns}{\frac {1-e^{i(\omega _{ns}-\omega )t}}{\omega _{ns}-\omega }}+F_{ns}^{*}{\frac {1-e^{i(\omega _{ns}+\omega )t}}{\omega _{ns}+\omega }}\right|}
Ймовірність переходу системи зі стану s в стан n має полюси при {\displaystyle \omega =\pm \omega _{ns}}. При частотах зовнішнього збудження, які не збігаються з різницями енергій квантових станів, поділених на сталу Планка, ця ймовірність мала величина, що осцилює з часом. При збігу виникає явище резонансу і ймовірність переходу значно зростає.
При {\displaystyle \omega _{ns}>0} другим членом можна знехтувати, і тоді
{\displaystyle |\lambda c_{n}^{(1)}(t)|^{2}={\frac {4}{\hbar ^{2}}}|F_{ns}|^{2}{\frac {\sin ^{2}{\frac {(\omega _{ns}-\omega )t}{2}}}{(\omega _{ns}-\omega )^{2}}}}.
При {\displaystyle t\rightarrow \infty } залежний від часу множник переходить у дельта-функцію Дірака, а ймовірність переходу за одиницю часу задається золотим правилом Фермі
{\displaystyle P_{ns}={\frac {2\pi }{\hbar }}|F_{ns}|^{2}\delta (E_{n}-E_{s}+\hbar \omega )}.